# Mineral Wells
Mineral Wells is een plaats (city) in de Amerikaanse staat Texas, en valt bestuurlijk gezien onder Palo Pinto County en Parker County.

## Demografie
Bij de volkstelling in 2000 werd het aantal inwoners vastgesteld op 16.946.
In 2006 is het aantal inwoners door het United States Census Bureau geschat op 17.065, een stijging van 119 (0.7%).
In juli 2017 werd het aantal inwoners door het United States Census Bureau geschat op 14.962 inwoners.

## Geografie
Volgens het United States Census Bureau beslaat de plaats een oppervlakte van
54,9 km², waarvan 53,0 km² land en 1,9 km² water.

## Plaatsen in de nabije omgeving
De onderstaande figuur toont nabijgelegen plaatsen in een straal van 36 km rond Mineral Wells.

## Geboren in Mineral Wells
- Millie Hughes-Fulford (1945-2021), astronaute